# Aeropuerto de Baie-Comeau
El Aeropuerto de Baie-Comeau (del inglés: Baie-Comeau Airport) (IATA: YBC, OACI: CYBC) está ubicado a 5 MN (9,3 km; 5,8 mi) al sureste de Baie-Comeau, Quebec, cerca al Río San Lorenzo.

## Aerolíneas y destinos
- Air Canada
  -  Air Canada Jazz
    - Mont-Joli / Aeropuerto de Mont-Joli
    - Montreal / Aeropuerto Internacional de Montreal-Trudeau
- Pascan Aviation
  - Sept-Iles / Aeropuerto de Sept-Iles
  - Montreal / Aeropuerto de Montreal-Saint-Hubert